# Ellmershaus
Ellmershaus ist ein Wohnplatz der Kreisstadt Kronach im Landkreis Kronach (Oberfranken, Bayern).

## Geographie
Die einstmalige Einöde ist mittlerweile als Ortsstraße Ellmerhausstraße des neu gebildeten Gemeindeteils Gehülz aufgegangen. In direkter Nachbarschaft befinden sich Brand (nordöstlich), Zollbrunn (südöstlich) und Judengraben (nordwestlich).

## Geschichte
Gegen Ende des 18. Jahrhunderts gehörte Ellmershaus zur Realgemeinde Brand. Das Hochgericht übten die Rittergüter Schmölz-Theisenort und Küps-Theisenort in begrenztem Umfang aus. Sie hatten ggf. an das bambergische Centamt Kronach auszuliefern. Das Rittergut Schmölz-Theisenort war der Grundherr des Hauses.
Mit dem Gemeindeedikt wurde Ellmershaus dem 1808 gebildeten Steuerdistrikt Theisenort und der 1818 gebildeten Ruralgemeinde Gehülz zugewiesen. Am 1. Mai 1978 wurde Ellmershaus im Zuge der Gebietsreform in Bayern in Kronach eingegliedert.

### Einwohnerentwicklung
| Jahr      | 001818 | 001861 | 001871 | 001885 | 001900 | 001925 | 001950 | 001961 | 001970 |
| Einwohner | 8      | 2      | 6      | 14     | 17     | 8      | 5      | 13     | 13     |
| Häuser    | 1      |        |        | 1      | 1      | 1      | 1      | 2      |        |
| Quelle    | [ 3 ]  | [ 5 ]  | [ 6 ]  | [ 7 ]  | [ 8 ]  | [ 9 ]  | [ 10 ] | [ 11 ] | [ 12 ] |

## Religion
Der Ort ist römisch-katholisch geprägt und war ursprünglich nach St. Johannes der Täufer (Kronach) gepfarrt. Seit der Gründung der Pfarrei St. Bonifatius (Gehülz) in der ersten Hälfte des 20. Jahrhunderts sind die Katholiken dorthin gepfarrt.

## Weblink
- Ellmershaus in der Ortsdatenbank des bavarikon, abgerufen am 20. August 2021.